# Pullman (Wirginia Zachodnia)
Pullman – miasto w Stanach Zjednoczonych, w stanie Wirginia Zachodnia, w hrabstwie Ritchie.